# BLMJ 4663
BLMJ 4663 – wapienna tabliczka zawierającą hebrajską inskrypcję napisaną pismem paleohebrajskim. Została znaleziona w grocie grobowej pochodzącej z ok. 800–750 roku p.n.e. położonej w pobliżu Hebronu w Judzie. Jest przechowywana w Bible Lands Museum w Jerozolimie (BLMJ 4663).
Inskrypcja na tabliczce brzmi: „Bądź przeklęty, Hagafie, synu Hagawa, przez Jahwe Ṣebaot”. Termin Jahwe Ṣebaot („Jahwe Zastępów”), pojawia się w Biblii hebrajskiej 283 razy, zwłaszcza w księgach prorockich jak Izajasza, Jeremiasza czy Zachariasza. Inskrypcja ta jest prawdopodobnie najstarszym znanym pozabiblijnym dowodem na użycie tytułu „Jahwe Zastępów”. Występujące na niej imię Hagaw (Chagab) znaczące „konik polny”, pojawia się również w biblijnej Księdze Ezdrasza 2:46 (BT – Chagab).